# Східна корона
Східна корона - золота геральдична корона, увінчана різною кількістю гострих шипів. Її так називають через своє походження у Східному Середземномор’ї. Східна Корона є однією з найдавніших корон, тому з цієї причини вона також відома як Антична Корона.
Небесна корона - це модифікована Східна Корона з довгими колосками і увінчана зірками без певної фіксованої кількості променів.

## Галерея

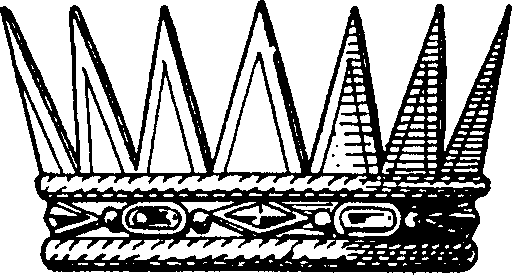
Приклад східної корони (Гуго Геральд Штрогл)
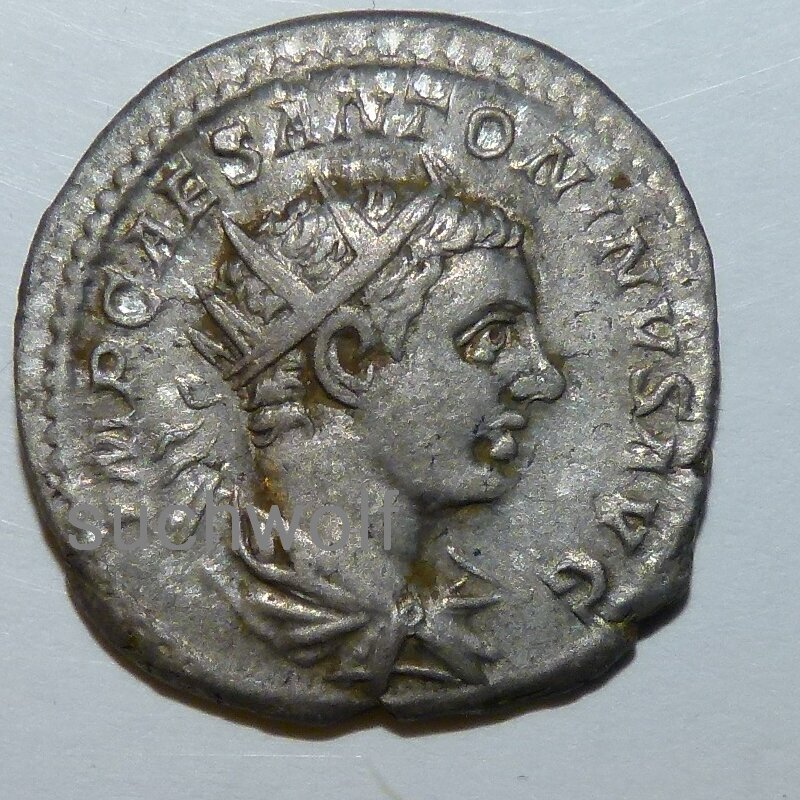
Східна корона, зображена на монеті Марка Аврелія
Герб колишнього Королівства Іллірія
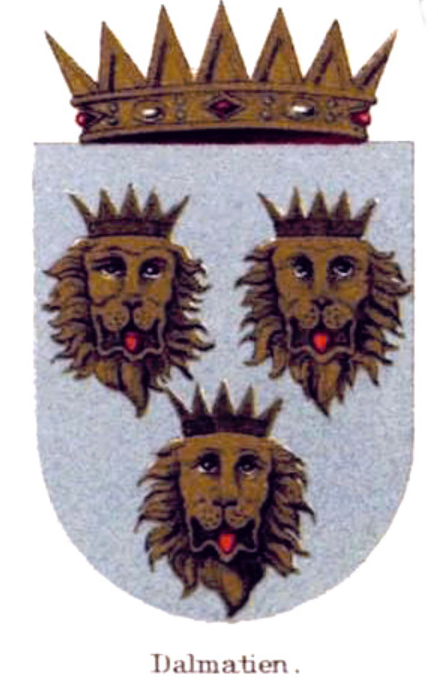
Старий герб Далмації (монархія Габсбургів)
Герб Ордена Святого Лазаря
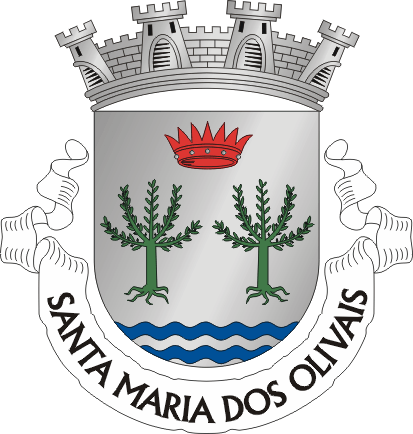
Герб Олівайш (Лісабон) (Португалія )
Герб герцога Веллінгтона із щитотримачами укритими нашийником із східних корон